# Giselle
Giselle és un ballet en dos actes estrenat a París en 1841, coreografiat per Jules Perrot i Jean Coralli, amb música d'Adolphe Adam i llibret de Théophile Gautier i Jules-Henri Vernoy. D'estil romàntic, està ambientada en un entorn camperol a Alemanya a l'època medieval. La història que narra està inspirada en l'obra De l'Allemagne que Heinrich Heine havia escrit en 1835. Giselle és un ballet emblemàtic i el paper de la seva protagonista ha esdevingut mític al repertori clàssic.
A la música original d'Adam, hom hi va afegir una variació al primer acte amb posterioritat: no se'n coneix l'autor però es creu que va ser Leon Minkus. Els moments que expressen bogeria exigeixen una enorme capacitat tècnica, tant per part dels cantants, especialment al primer acte, com per la dels ballarins.

## Argument
En una vila camperola propera al riu Rin viu la dolça i bella Giselle, que viu amb tristesa el fet de no trobar l'home de la seva vida. Un dia, però, quan està lamentant-se que ningú no l'estima i que potser no trobarà mai ningú, es troba amb un pobre paisà desconegut, en Loys, que la festeja i li promet el seu amor. Més tard, el caçador Hilarion també li proposa el seu amor, però Giselle el rebutja, ja que s'havia compromès prèviament amb Loys. Hilarion, furiós, decideix venjar-se de Loys, però ni ell ni la Giselle saben que en Loys en realitat és el duc Albrecht.
La història prossegueix a les festes que es fan a la vila amb motiu de la verema. Els camperols canten, ballen i expliquen rondalles i llegendes. Entre els quals hi ha la mare de la Giselle, i perquè ella faci bondat, li explica que hi ha joves delicades que han mort en aquestes festes a causa dels excessos, i que la prova és que les pot veure en forma d'esperits blancs entre els arbres del bosc, les nits de lluna plena. La festa atrau el príncep de Curlàndia i la seva filla Bathilde, que tornaven d'una cacera amb tot el seu seguici —format per caçadors i nobles, i entre els quals hi ha el duc Albrecht— i s'afegeixen a la festa, a la qual són molt ben rebuts. Hilarion troba el duc Albrecht, el desemmascara i el desafia a un duel per l'amor de Giselle, però el duc li respon que no cal, que només l'havia festejada per a distreure's i que l'Hilarion ja se la pot quedar si vol, que ell estima Bathilde i hi està promès. La Giselle, enamorada i rebutjada, rep un cop psíquic tan fort que comença a delirar i a actuar presa de bogeria, sense que ningú sàpiga consolar-la. El primer acte acaba amb el despit de Giselle, i es travessa amb l'espasa del duc Albrecht, que es queda sorprès i impressionat.
El segon acte té lloc al bosc a la nit, prop de la tomba de Giselle. Hi ha lluna plena i Myrtha, reina dels esperits de les noies mortes a les festes de la verema, acull la Giselle i li presenta les seves noves companyes i amigues. Juntes ballen fins que uns passos les espanten, és el duc Albrecht que s'ha acostat a posar flors a la tomba de la Giselle, ara que finalment, massa tard, s'adona que sí que l'estimava. L'esperit de la Giselle el reconeix i s'hi acosta una mica, sense saber ben bé què fer. Al duc li sembla veure un raig de llum blanca, i potser reconeix la imatge de la Giselle, però no pot ser. S'hi acosta una mica i ella fuig, però no gaire lluny. Ell torna a acostar-s'hi, però no aconsegueix acostar-s'hi mai prou per a poder-la tocar o parlar-hi, i així s'allunyen.
Els altres esperits descobreixen Hilarion, que havia estat present allà, però amagat, des del començament i, un cop perduda la por inicial, com que el consideren culpable de la mort de Giselle, l'envolten i l'ataquen fins que mor de bogeria en un ball del qual no es pot aturar. Després es dirigeixen al duc, que segons elles mereix la mateixa sort, però la Giselle també ha tornat i li fa pena que mori. Demana a Myrtha que el perdoni, però la reina no hi està d'acord. La Giselle sosté el duc per a intentar que no mori d'esgotament sense poder parar de ballar, i amb gran esforç, aconsegueix que resti viu fins a l'alba, moment en què els esperits han de marxar. I ella també.